# Let It Go (canção da Disney)
"Let It Go" é uma canção da Disney para o filme Frozen, composta pelo casal Kristen Anderson-Lopez e Robert Lopez. A performance musical em sua versão original no filme foi executada pela atriz e cantora americana Idina Menzel, que dublou a personagem Elsa. Os compositores também fizeram uma versão pop simplificada, mais curta e com um refrão ao fundo, sendo interpretada na voz da cantora Demi Lovato. O videoclipe da versão pop foi lançado separadamente. A canção ficou entre os singles mais baixados em 2014, segundo dados da IFPI.
A música apresenta o ostracismo da rainha Elsa, que abandona seu reinado quando sua habilidade mágica de criar e controlar o gelo e a neve é descoberta pelo público. No topo das montanhas, longe dos habitantes confusos e desconfiados, Elsa percebe que não precisa mais esconder seus dons, e auto-intitula-se livre das restrições que teve de suportar desde sua infância. Ela alegra-se por poder utilizar seu poder sem medos ou limites, deixando o passado para trás e criando uma criatura de neve, bem como um magnífico castelo de gelo para si.
Let It Go foi gravada em 41 idiomas diferentes, liderou várias paradas americanas, sendo a quarta canção de um desenho animado a obter tal feito na Billboard. Venceu o Oscar 2014 como melhor canção e foi indicada ao Globo de Ouro.

## Frozen

### Antecedentes e composição
O jornal britânico The Daily Telegraph expôs que apesar de ser desenvolvida inicialmente uma vilã pelos produtores, os compositores viam Elsa como "uma menina assustada se esforçando para se se controlar e condicionar seu dom." Quando entrevistada em janeiro de 2014 por John August e Aline Brosh McKenna, a co-diretora de Frozen Jennifer Lee deu-lhes a descrição do surgimento desta canção: "Bobby [Robert] e Kristen disseram que estavam caminhando pelo Prospect Park [Brooklyn] e iniciaram uma conversa sobre o que representaria como se sentia [ser Elsa]. Uma vilã esquecida. Apenas o que transmitiria esse sentimento. Este conceito de mostrar quem ela é[,] de quem se manteve em reclusão consigo mesma por tanto tempo[,] sozinha e livre, mas então a tristeza dos fatos [sic] pelo qual no último momento ela está solitária. Não [se trata de ser] perfeita, mas ser poderosa."
"Let It Go" foi a primeira música que Kristen Anderson-Lopez e Robert Lopez compuseram para o filme, e quaisquer outras precedentes foram cortadas. O esboço do narração possuía uma parte reservada para a "Elsa's Badass Song", algo como a Canção da Maldade de Elsa, ao qual eles estavam tentando desenvolver. Tomando como inspiração outros filmes da Disney, tais como A Pequena Sereia e A Bela e a Fera, assim como alguns cantores, entre os quais incluem Adele, Aimee Mann, Avril Lavigne (cujo album de estreia em 2002 foi intitulado Let Go), Lady Gaga e Carole King. A canção finalmente começou a se consolidar num dia em que o casal andava junto em direção à residência no bairro Park Slope próximo ao Prospect Park enquanto eles estavam "pensando a partir de um modelo Emo". Anderson-Lopez explicou o que aconteceu em seguida: "Nós fomos por um caminho para o Prospect Park e declaramos frases um para o outro. Qual é a sensação de ser exalatado como uma pessoa perfeita, mas apenas porque reteve algo em segredo? Bobby surgiu com a ideia do kingdom of isolation [reino de isolamento, trecho da composição], e deu certo." Lopez foi capaz de improvisar primeiras quatro linhas da canção no local. De volta ao estúdio em casa, o resto foi composto alternando entre melodias improvisadas em um piano e letras anotadas em um quadro para análise, tendo o trabalho terminado no mesmo dia.

## Prêmios e indicações
| Prêmio                       | Categoria                                | Resultado |
| ---------------------------- | ---------------------------------------- | --------- |
| Oscar 2014                   | Melhor canção original                   | Venceu    |
| Globo de Ouro de 2014        | Melhor canção original                   | Indicado  |
| Critics' Choice Movie Award  | Melhor canção                            | Venceu    |
| Phoenix Film Critics Society | Melhor canção original                   | Venceu    |
| Denver Film Critics Society  | Melhor canção original                   | Venceu    |
| Satellite Awards             | Melhor canção original                   | Indicado  |
| Grammy Awards 2015           | Melhor canção composta para mídia visual | Venceu    |

## Versões cover
Versão de Demi Lovato
Demi Lovato gravou a versão de "Let It Go" que toca durante os créditos de Frozen, lançado como um single pela Walt Disney Records em 21 de outubro de 2013. Sobre a experiência de estar novamente em uma produção da Disney, Demi revelou, “Ser parte do filme foi incrível. Ainda não o vi, então estou ansiosa para vê-lo e muito feliz por fazer parte deste filme. A música é ótima e acabei de terminar de gravar o vídeo”. No video, Demi aparece com dois vestidos diferentes, um branco longo e outro preto pouco comprido, enquanto canta e toca o piano conforme a melodia. Ao decorrer do vídeo, várias partes foram recortadas, onde apareciam partes do filme enquanto Demi cantava.
O vídeo da música foi lançado em 01 de novembro de 2013 e foi dirigido por Declan Whitebloom. Após alcançar 200 milhões de visualizações no YouTube, ganhou um certificado da Vevo.
Versão de Glee
O episódio inicial da sexta e última temporada de Glee, "Loser Like Me" (2015), contém uma versão da música  na voz da atriz Lea Michele.  A versão foi disponibilizada para download em dezembro de 2014.
Versões lusófonas
 Brasil
A versão em Português Brasileiro foi gravada por Taryn Szpilman, com o titulo "Livre Estou". A versão buscou os mesmos artifícios vocais da original. No começo de 2015, a carioca Camilla Ellen fez uma paródia de "Livre Estou", intitulada "Que Calor", que fala sobre a situação de calor na capital do Rio de Janeiro na época, que é considerada o meme mais marcante do ano. A versão teve um destaque nacional absurdo, levando Camilla a apresentar sua versão no programa da apresentadora Eliana em 12 de abril. 
 Portugal
A versão em Português Europeu foi gravada por Ana Margarida Encarnação, com o titulo "Já Passou". Esta versão foi a única versão lusófona incluída no clipe oficial da Disney, em 25 idiomas. 
Todas as Versões[carece de fontes?]
Lista com todas as 44 versões covers de "Let It Go", note que a versão de Idina Menzel não consta na lista por ser tratar da versão original e não de um cover. As versões em Alemão e Holandês foram cantadas pela mesma cantora Willemijn Verkaik. Semelhantemente, Anaïs Delva cantou tanto na versão do Francês da França quanto do Canadá e Gisela cantou as versões do catalão e do espanhol da Espanha.
| "Let It Go" em outras línguas           | "Let It Go" em outras línguas                                | "Let It Go" em outras línguas |
| Artista                                 | Titulo                                                       | Idioma                        |
| --------------------------------------- | ------------------------------------------------------------ | ----------------------------- |
| Demi Lovato                             | "Let It Go"                                                  | Inglês                        |
| Antonela Çekixhi                        | "Lerë Po" - 1ª versão (2014) "Jam e Lirë" - 2ª versão (2015) | Albanês                       |
| نسمة علاء علي محجوب (Nesma Mahgoub)     | "أطلقي سـركِ" ("Atlequy, Seraki")                             | Árabe                         |
| Taryn Szpilman                          | "Livre Estou"                                                | Português do Brasil           |
| Ana Margarida Encarnação                | "Já Passou"                                                  | Português de Portugal         |
| Надежда Панайотова(Nadezhda Panayotova) | "Слагам край"                                                | Búlgaro                       |
| 白珍寶 (Bái Zhēn Bǎo; Jobelle Ubalde)   | "冰心鎖"                                                     | Cantonês                      |
| Gisela                                  | "¡Suéltalo!"                                                 | Espanhol da Espanha           |
| Gisela                                  | "Vol Volar"                                                  | Catalão                       |
| Martina Stoessel                        | "Libre Soy" (Versão Pop)                                     | Espanhol Latino               |
| Carmen Sarahi                           | "Libre Soy"                                                  | Espanhol Latino               |
| Nataša Mirković                         | "Puštam sve"                                                 | Croata                        |
| Monika Absolonová                       | "Najednou"                                                   | Tcheco                        |
| Maria Lucia Heiberg Rosenberg           | "Lad Det Ske"                                                | Dinamarquês                   |
| Willemijn Verkaik                       | "Lass jetzt los"                                             | Alemão                        |
| Willemijn Verkaik                       | "Laat het gaan"                                              | Holandês                      |
| Hanna-Liina Võsa                        | "Olgu nii"                                                   | Estoniano                     |
| Katja Sirkiä                            | "Taakse jää"                                                 | Finlandês                     |
| Elke Buyle                              | "Laat Het Los"                                               | Flamengo                      |
| Anaïs Delva                             | "Libérée, délivrée"                                          | Francês da França             |
| Anaïs Delva                             | "Libérée, délivrée"                                          | Francês do Canadá             |
| Σία Κοσκινά (Sía Koskiná)               | "Και ξεχνώ"                                                  | Grego                         |
| מונה מור (Mona Mor)                     | "לעזוב"                                                      | Hebraico                      |
| Nikolett Füredi                         | "Legyen hó"                                                  | Húngaro                       |
| Ágústa Eva Erlendsdóttir                | "Þetta er nóg"                                               | Islandês                      |
| Serena Autieri                          | "All'alba sorgerò"                                           | Italiano                      |
| 松 たか子 (Takako Matsu)                | "ありのままで"                                               | Japonês                       |
| 효린 (Hyolyn)                           | "다 잊어"                                                    | Coreano                       |
| Jolanta Strikaite                       | "Lai Nu Snieg"                                               | Letão                         |
| Girmantė Vaitkutė                       | "Tebūnie"                                                    | Lituano                       |
| Marsha Milan Londoh                     | "Bebaskan"                                                   | Malaio                        |
| 胡维纳 (Hú Wéi Nà)                      | "随它吧"                                                     | Chinês                        |
| Lisa Stokke                             | "La Den Gå"                                                  | Norueguês                     |
| Katarzyna Łaska                         | "Mam tę moc"                                                 | Polonês                       |
| Dalma Kovács                            | "S-a întâmplat"                                              | Romeno                        |
| Анна Бутурлина(Anna Buturlina)          | "Отпусти и забудь"                                           | Russo                         |
| Јелена Гавриловић(Jelena Gavrilović)    | "Сад је крај"                                                | Sérvio                        |
| Andrea Somorovská                       | "Von to dám"                                                 | Eslovaco                      |
| Nuška Drašček Rojko                     | "Zaživim"                                                    | Esloveno                      |
| Annika Herlitz                          | "Slå Dig Fri"                                                | Sueco                         |
| 林芯儀 (Xīn Yí Lín; Shennio Lin)        | "放開手，讓它走"                                             | Taiwanês                      |
| วิชญาณี เปียกลิ่น (แก้ม)(Wichayanee Piaklin)  | "ปล่อยมันไป"                                                   | Tailandês                     |
| Begüm Günceler                          | "Aldırma"                                                    | Turco                         |
| Шаніс (Shanis)                          | "Все одно"                                                   | Ucraniano                     |
| Dương Hoàng Yến                         | "Hãy bước đi"                                                | Vietnamita                    |
| Egar Retana                             | "Liberu, Libero"                                             | Esperanto                     |